# Municipio de Webster (Nebraska)
El municipio de Webster (en inglés: Webster Township) es un municipio ubicado en el condado de Dodge en el estado estadounidense de Nebraska. En el año 2010 tenía una población de 886 habitantes y una densidad poblacional de 9,46 personas por km².

## Geografía
El municipio de Webster se encuentra ubicado en las coordenadas 41°41′53″N 96°50′52″O / 41.69806, -96.84778. Según la Oficina del Censo de los Estados Unidos, el municipio tiene una superficie total de 93.69 km², de la cual 93,66 km² corresponden a tierra firme y (0,04 %) 0,03 km² es agua.

## Demografía
Según el censo de 2010, había 886 personas residiendo en el municipio de Webster. La densidad de población era de 9,46 hab./km². De los 886 habitantes, el municipio de Webster estaba compuesto por el 95,03 % blancos, el 0,34 % eran afroamericanos, el 0,45 % eran amerindios, el 3,95 % eran de otras razas y el 0,23 % eran de una mezcla de razas. Del total de la población el 3,27 % eran hispanos o latinos de cualquier raza.